# Hadena caesia
Hadena caesia, auch Blaugraue Alpen-Nelkeneule oder Graue Nelkeneule genannt, ist ein Schmetterling (Nachtfalter) aus der Familie der Eulenfalter (Noctuidae).

## Merkmale

### Falter
Die Flügelspannweite der Falter beträgt 32 bis 37 Millimeter. Die Farbe der Vorderflügel variiert von blaugrau über graubraun und olivgrau bis zu schwarzgrau. Geographische Einflüsse sind für die farbliche Ausgestaltung mitverantwortlich. Gelegentlich sind einige gelbliche Überstäubungen erkennbar. Makel und Linien sind undeutlich und verwischt. Das Mittelfeld ist leicht aufgehellt. Die Hinterflügel sind einfarbig dunkel graubraun.

### Raupe
Erwachsene Raupen sind rötlichgrau bis graubraun gefärbt, zeigen eine undeutliche braune Rautenzeichnung am Rücken, eine helle Rückenlinie, dunklere Nebenrückenlinien sowie schwarze Punktwarzen.

### Ähnliche Arten
- Hadena clara unterscheidet sich durch einen gelblichen Fleck, der sich markant im Mittelfeld ausdehnt.

## Geographische Verbreitung und Lebensraum
Die Art ist in Europa lokal verbreitet. Das gesamte Vorkommensgebiet ist inselartig aufgeteilt, was zur Beschreibung der folgenden geographisch isolierten Unterarten geführt hat:
- ssp. caesia (Denis&Schiffermüller, 1775) im Alpenraum,
- ssp. abruzzensis (Draudt, 1934) im Apennin-Gebirge,
- ssp. ostrogovichi (Hacker, 1989) in den Karpaten,
- ssp. bulgarica (Boursin, 1959) in Bulgarien,
- ssp. xanthophoba (Schawerda, 1922) auf der Balkanhalbinsel,
- ssp. mananii (Gregson, 1866) auf den Britischen Inseln,
- ssp. frigida (Zetterstedt, 1839) im südlichen Teil Fennoskandinaviens,
- ssp. grisea (Hospital, 1948) in den nordspanischen Gebirgen,
- ssp. revolcadorensis (Calle, 1983) in der spanischen Region Murcia und
- ssp. castiliana (Reisser, 1935) in Kastilien.

Die Tiere sind überwiegend auf steinigen Wiesen und Hängen sowie in felsigen Tälern anzutreffen. In den Alpen steigen sie bis auf 3000 Meter Höhe.

## Lebensweise
Die Falter sind überwiegend nachtaktiv, fliegen von Juni bis August und besuchen künstliche Lichtquellen. Die Raupen ernähren sich im Jugendstadium von den Samenkapseln von Nickendem Leimkraut (Silene nutans), Taubenkropf (Silene vulgaris) und anderen Silene-Arten, später von deren Blättern. Die Art überwintert als Puppe.

## Gefährdung
Hadena caesia kommt in Deutschland in den bayerischen Alpen vor und ist dort regional durchaus zahlreich anzutreffen. Auf der Roten Liste gefährdeter Arten wird die Art deshalb als nicht gefährdet eingestuft. Ältere Angaben aus Baden-Württemberg beruhen wahrscheinlich auf Fehlmeldungen.